# Phyllogomphoides nayaritensis
Phyllogomphoides nayaritensis es una libélula de la familia de las libélulas topo (Gomphidae). Es una especie endémica de México. Fue descrita por J. Belle en el año 19871.

## Clasificación
Phyllogomphoides es un género de libélulas neotropicales que se distribuyen desde el sureste de E.U.A. haste el norte de Chile y Argentina2. El género está compuesto por 46 especies descritas, 12 de las cuales se encuentran en México, y de estas, 6 son endémicas: Phyllogomphoides apiculatus, P. danieli, P. indicatrix, P. luisi, P. pacificus y P. nayaritensis2,3. Phyllogomphoides es el grupo hermano de  Gomphoides e Idiogomphoides y juntos forman la tribu Gomphoidini2.

## Distribución
Vive en los Estados de Nayarit y Sonora4.

## Hábitat
Se le encuentra en ríos rocosos de corriente rápida en áreas abiertas o semi-forestadas con vegetación riparia en las orillas5.

## Estado de conservación
En México no se encuentra en ninguna categoría de riesgo. La Lista Roja de la IUCN (International Union for Conservation of Nature) la tiene catalogada como una especie de preocupación menor (Least Concern: LC)5.